# بالتيكس
بالتيكس جنو/لينكس هي توزيعة لينكس تهدف إلى أن تكون نظام تشغيل متكامل وسهل الاستعمال لليتوانيين واللاتفيين. بالتيكس مبني على دبيان وأوبونتو ، واللغات المدعمة من قبل التوزيعة هم الليتوانية (اللغة الأساسية للتوزيعة) واللاتفية والروسية والإنجليزية والنرويجية ولغات أخرى قرب وحول منطقة البلطيق.
تستعمل التوزيعة واجهة جنوم وتوزع كإسطوانة حية قابلة للتنصيب. بالتيكس جنو/لينكس لديه تاريخ طويل، حيث أن النسخة العامة الأولي له كانت في 2003 وكان حينها مبني على الإسطوانة الحية نوبكس وحزم برمجيات ديبيان، ثم تم استعمال إطار عمل الإسطوانة الحية مورفيكس بدلاً منهما وأخيراً تكنولوجيا أوبونتو للإسطوانة الحية.